# FLOPS
| Nom        | FLOPS |
| ---------- | ----- |
| yottaFLOPS | 1024  |
| zettaFLOPS | 1021  |
| exaFLOPS   | 1018  |
| pétaFLOPS  | 1015  |
| téraFLOPS  | 1012  |
| gigaFLOPS  | 109   |
| mégaFLOPS  | 106   |
| kiloFLOPS  | 103   |

Le nombre d'opérations en virgule flottante par seconde (en anglais : floating-point operations per second ou FLOPS) est une unité de mesure de la rapidité de calcul d'un système informatique et donc d'une partie de sa performance. 
Les opérations en virgule flottante (additions ou multiplications) sont des opérations qui permettent des calculs représentant de très grands et de très petits nombres représentés par une mantisse et un exposant. De telles opérations prennent plus de temps de calcul que des opérations sur les nombres entiers et sont utilisées dans certains types d'applications.

## Taille des instructions
La plupart des microprocesseurs modernes incluent une unité de calcul en virgule flottante (en anglais : floating-point unit, FPU), qui est une partie spécialisée du microprocesseur destinée à effectuer ce type d'opération. La mesure du nombre de FLOPS mesure réellement la vitesse du FPU. Un des tests de performance les plus communs employés pour mesurer le nombre de FLOPS s'appelle LINPACK.
Le nombre de FLOPS ne tient pas compte de facteurs tels que le profil de charge (charges lourdes ou légères, régulières ou très variables, etc.) du processeur ou les catégories d'opérations à virgule flottante utilisées, ni avec quel pourcentage. Pour cette raison, un consortium de fournisseurs a créé la Standard Performance Evaluation Corporation (SPEC), qui entend fournir une mesure plus significative.
Le nombre d'opérations en virgule flottante peut être calculé à partir de différentes tailles de nombres :
- simple précision (SP) 32 bits ;
- double précision (DP) 64 bits.

Le nombre de FLOPS est couramment utilisé dans le domaine des calculs scientifiques, par exemple dans le TOP500 des superordinateurs.

## Calcul
L'équation permettant de calculer un FLOPS est :
{\displaystyle {\text{FLOPS}}={\text{cœurs}}\times {\text{fréquence}}\times {\frac {\text{FLOP}}{\text{cycle}}}}.
En 2011, la plupart des microprocesseurs réalisent 4 FLOP par cycle d'horloge. Donc un microprocesseur monocœur cadencé à 2,5 GHz a une cadence théorique de 10 milliards de FLOPS, notée 10 GFLOPS.

## Vitesse
La rapidité de calcul obtenue varie beaucoup en fonction de la taille des instructions.
- En 1964, la barre du mégaFLOPS (106 FLOPS) a été franchie par le superordinateur américain Control Data 6600.
- En 1984, la barre du gigaFLOPS (109 FLOPS) a été franchie par le superordinateur soviétique M-13.
- En 1997, la barre du téraFLOPS (1012 FLOPS) a été franchie par le superordinateur américain ASCI Red.
- En 2008, la barre du pétaFLOPS (1015 FLOPS) a été franchie par le superordinateur américain Roadrunner.
- En 2022, la barre de l'exaFLOPS (1018 FLOPS) a été franchie par le superordinateur américain Frontier.

En juin 2011, le plus puissant superordinateur atteint les 8,162 pétaFLOPS. Il s'agit du K computer. Ce superordinateur japonais totalise 68 544 processeurs de 8 cœurs et dispose d'une puissance de calcul supérieure à celle de ses 5 suivants réunis. Ce même supercalculateur a battu son propre record en octobre 2011 en atteignant la barre des 10 pétaFLOPS (ou 1016 FLOPS). Il disposait à ce moment de 88 128 processeurs de 8 cœurs.
En novembre 2012, la firme Cray Inc. reprend la tête du TOP500 devant IBM avec Titan, un superordinateur de 17,59 pétaFLOPS, capable d'atteindre 27 pétaFLOPS en performance de pointe. Ce superordinateur est installé au laboratoire national d'Oak Ridge. Sa consommation énergétique est de 8,2 MW ; il dispose d'une architecture hybride à base de processeurs Opteron (AMD) et d'accélérateurs GPU Tesla (Nvidia).
En 2013, le plus puissant supercalculateur au monde est la machine chinoise Tianhe-2, qui affiche 33,86 pétaflops de puissance de calcul.
En 2013, un ordinateur personnel peut développer une puissance d'environ 200 gigaFLOPS avec un microprocesseur comme l'Intel Core i7-3770, de puissance comparable aux superordinateurs de 1995, et 5 621 gigaFLOPS avec un processeur graphique comme le Nvidia GTX 690, soit une puissance comparable aux superordinateurs de 2001.
Le 28 janvier 2014, la plateforme de calcul distribué BOINC totalise 8,251 pétaFLOPS.
En 2015, le gouvernement américain lance un projet pour franchir la barre de l'exaFLOPS (1018 FLOPS).
En 2016, le gouvernement français lance un projet à travers la société Bull pour « développer une puissance exaflopique », la France reste loin de ses concurrents japonais, chinois et surtout américains.
Toujours en 2016, la plateforme DGX-1 avec Nvidia Pascal 8x GPUs server(P100) avec le Deep Learning de Nvidia intégré a une puissance d'environ 170 téraFLOPS (FP16), il est d'une puissance comparable aux superordinateurs de 2005. La version Tesla V100 intégrée a une puissance d'environ 960 téraFLOPS (FP16), elle est d'une puissance comparable aux superordinateurs de 2007.
Le 17 juin 2016, le réseau de minage permettant la génération de la cryptomonnaie Bitcoin totalise une puissance d'environ 64 exaFLOPS,,. Il s'agit du réseau le plus puissant au monde, avec une performance excédant 500 fois celle du supercalculateur Tianhe-2, ce dernier se trouvant en seconde place. Il est à noter que la majorité de cette puissance de calcul est réalisée sur des ASIC ne permettant la plupart du temps pas un emploi en tant que supercalculateur, ces puces étant très spécialisées. L'usage du nombre de FLOPS est également controversé, puisque ces puces ne réalisent pas de calculs à virgule flottante à proprement parler. Il s'agit plutôt d'une mesure de performance équivalente.
IBM a annoncé avoir mis en service un nouveau supercalculateur crédité de 200 pétaflops en juin 2018 pour le département de l'Énergie des États-Unis au laboratoire national d'Oak Ridge, le  Summit.
En 2020, le système Fugaku développé par Fujitsu et l'institut de recherche Riken, atteint 415,5 pétaflops.
2020, Nvidia avec la plateforme Ampère bascule l'ordinateur professionnel équipé d'une carte A100 de 826 mm², obtient une puissance 19,5 téraFLOPS (FP32) et 312 téraFLOPS pour les cœurs Tensor (FP32), comparable aux superordinateurs de 2007.